# دون ميلر
دون ميلر (بالإنجليزية: Don Miller)‏ هو سياسي أمريكي، ولد في 19 أغسطس 1956. حزبياً، نشط في الحزب الجمهوري. وقد انتخب عضو مجلس نواب تينيسي.